# جين مور
جين مور (بالإنجليزية: Gene Moore)‏ هو لاعب كرة قاعدة أمريكي، ولد في 26 أغسطس 1909 في لانكستر في الولايات المتحدة، وتوفي في 12 مارس 1978 في جاكسون في الولايات المتحدة.

## وصلات خارجية
- جين مور على موقعبيزبول رفرنس.كوم (الدوري الرئيسي) (الإنجليزية)
- جين مور على موقعبيزبول رفرنس.كوم (الدوري الثانوي) (الإنجليزية)